# Bogátpuszta
Bogátpuszta (románul Bogata) település Romániába, Kolozs megyében.

## Fekvése
Kolozs megye déli részén, Kolozsvártól délkeletre, Torda, Aranyosgyéres, Bágyon és Harasztos közt, az ún. Keresztesmezőn fekvő település.

## Története

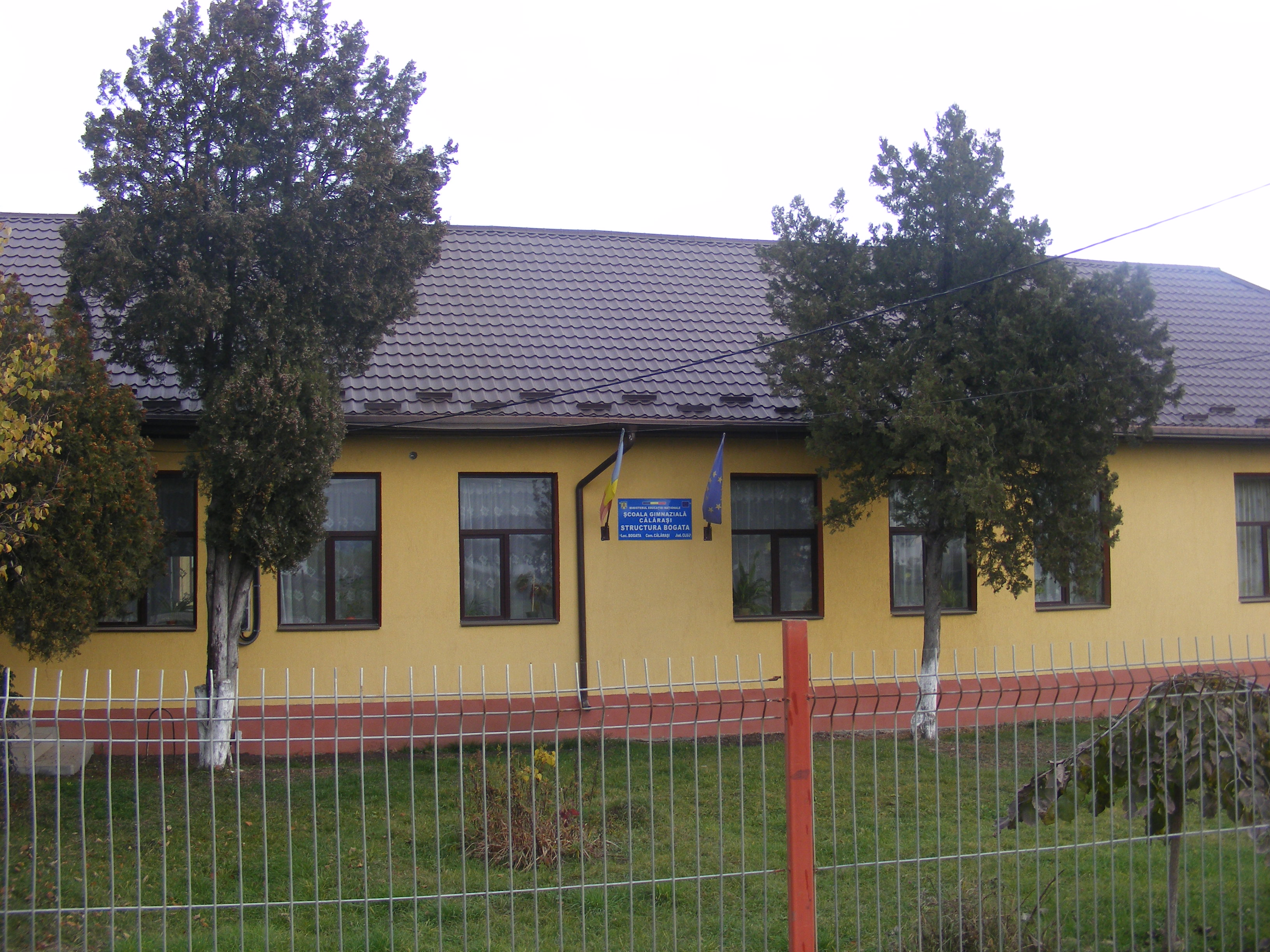
A bogátpusztai iskola.

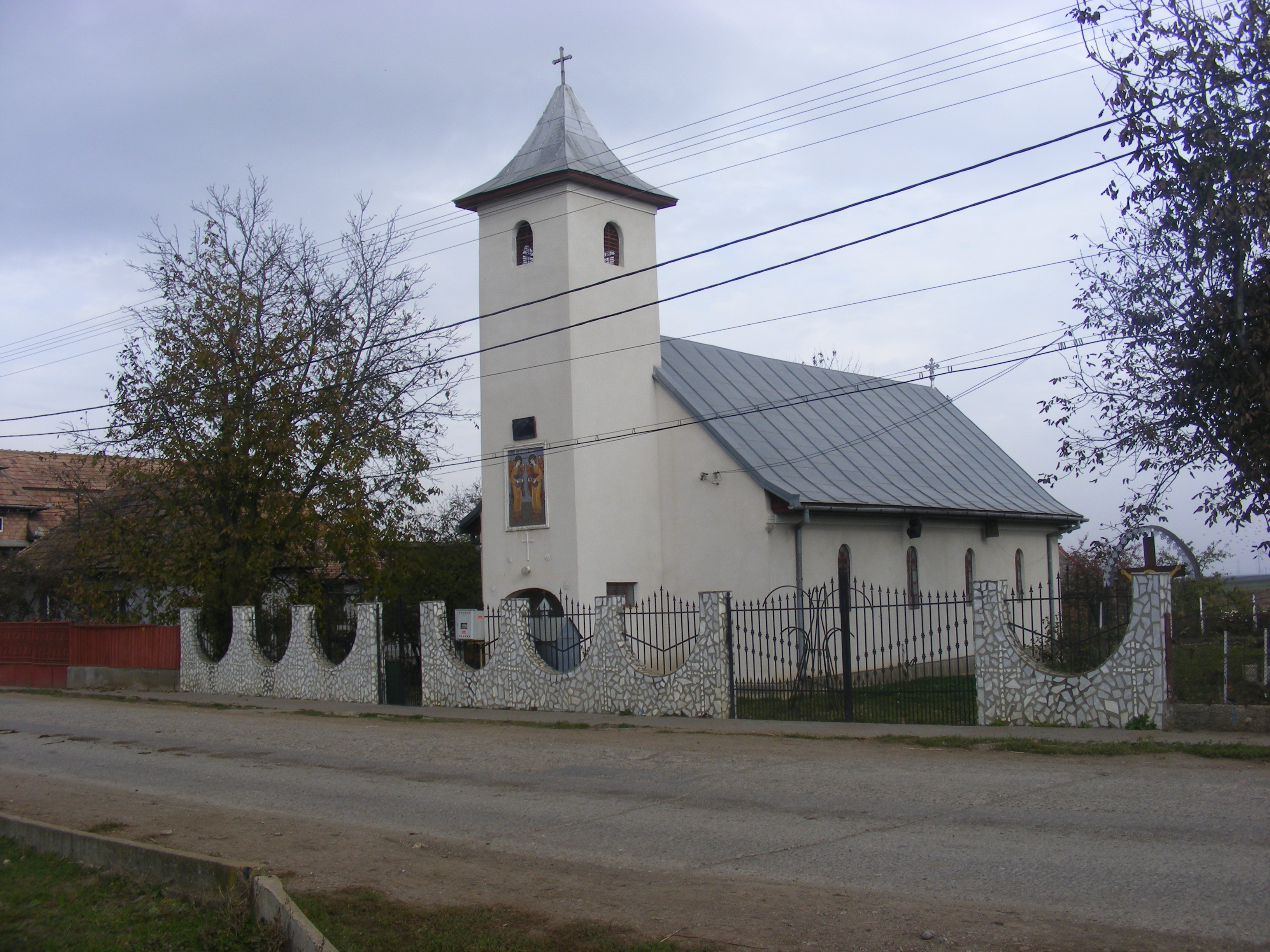
Ortodox templom Bogátpusztán.

A jelenlegi település környékén a középkorban két falu: Kis- és Nagybogát létezett, melyek közigazgatásilag Aranyosszékhez tartoztak. Ezek még a középkor folyamán elpusztultak, a falvak egykori területe a Bogátpuszta elnevezést kapta, a szomszédos falvak lakosságától. Miután a területen román telepesek alapítottak új falut, ez a név tovább öröklődött a falura is.
Bogátpuszta csak az 1950-es évektől számít önálló településnek, ezt megelőzően Harasztos, majd Bágyon része volt, ez utóbbitól vált külön. Jelenleg Harasztos községhez tartozik.
2002-ben a település lakossága 1166 fő volt, ebből 1007 román és 159 magyar nemzetiségűnek vallotta magát.